# جمشید حمیدی
جمشید حمیدی (زادهٔ ۷ آذر ۱۳۲۸ در آمل) بازیکن سابق والیبال، گزارشگر ورزشی، مفسر ورزشی، خبرنگار فعلی اهل ایران است. حمیدی از نوجوانی در رشتهٔ والیبال به عنوان بازیکن زیر نظر خسرو قبادی در باشگاه کوروش آمل تمرین کرد و در این تیم به عنوان قهرمانی باشگاه‌های مازندران رسید. وی که جز نسل اول روزنامه نگاران ورزشی ایران است، به عنوان خبرنگار در نشریات کیهان ورزشی، دنیای ورزش و روزنامه‌های ابرار ورزشی، ایران ورزشی، جام جم، نود، دنیای هوادار و شوت ورزشی فعالیت کرده‌است. حمیدی از ۱۳۷۷ نیز در زمینهٔ کارشناسی والیبال با رادیو و تلویزیون همکاری می‌کند.وی همچنین دو دوره به عنوان خبرنگار به مسابقات قهرمانی باشگاه‌های جهان و والیبال قهرمانی آسیا اعزام شد.